# La Monte
La Monte is een plaats (city) in de Amerikaanse staat Missouri, en valt bestuurlijk gezien onder Pettis County.

## Demografie
Bij de volkstelling in 2000 werd het aantal inwoners vastgesteld op 1064.
In 2006 is het aantal inwoners door het United States Census Bureau geschat op 1076, een stijging van 12 (1,1%).

## Geografie
Volgens het United States Census Bureau beslaat de plaats een oppervlakte van
3,0 km², geheel bestaande uit land. La Monte ligt op ongeveer 262 m boven zeeniveau.

## Plaatsen in de nabije omgeving
De onderstaande figuur toont nabijgelegen plaatsen in een straal van 20 km rond La Monte.